# الشنطبة (حزم العدين)

تعديل مصدري - تعديل

الشنطبة محلة تابعة لقرية الربادة، التابعة لعزلة بني اسعد بمديرية حزم العدين إحدى مديريات محافظة إب في الجمهورية اليمنية، بلغ تعداد سكانها 51 حسب تعداد اليمن لعام 2004.